# 스모킹구스
스모킹구스는 대한민국의 음악 그룹이다. 멤버 전원이 한국과학기술원에 재학한 바 있으며, 2013년 EP [Smoking Goose 1st EP]로 데뷔했다.

## 방송
- 락쿵 (2022) - Top18

## 공연
- 슈퍼뮤직히어로페스티벌 - 인천 (2017)
- 멜팅팟 Vol.3 (Melting Pot Vol.3) (2018)
- #우리의무대를지켜주세요 (2021)
- HUKEZ SPECIAL MATCH vol.1 (2022)
- 우주락 in 우주라이브 콘서트 2회 콘서트 (2022)
- 베어풋인더가든 싱글 쇼케이스 'Funny' (2022)
- 2023 경록절 마포르네상스 (2023)
- 대전인디음악축전 - 대전 (2023)
- JUMF 2024 전주얼티밋뮤직페스티벌 (2024)
- 2024 인디오너라 <스모킹구스> - 대전 (2024)